# 어쩌다 로맨스
《어쩌다 로맨스》(영어: Isn't It Romantic)는 미국에서 제작된 토드 스트라우스셜슨 감독의 2019년 메타 로맨틱 코미디 영화이다. 레블 윌슨, 리엄 헴즈워스, 애덤 더바인, 프리양카 초프라 등이 출연하였다.
이 영화는 2019년 2월 13일 미국에서 워너브라더스 픽처스를 통해 극장 개봉하였으며 국제적으로는 2019년 2월 28일 넷플릭스를 통해 개봉하였다.

## 줄거리
로맨틱 코미디를 싫어하는 건축가 내털리는 어느 날 전형적인 로맨틱 코미디 세계 속에 갇혀버린다.

## 출연
- 레블 윌슨 - 내털리 역
- 리엄 헴즈워스 - 블레이크 역
- 애덤 더바인 - 조시 역
- 프리양카 초프라 - 이저벨라 역
- 베티 길핀 - 휘트니 역
- 브랜던 스콧 존스 - 도니 역
- 제니퍼 손더스 - 내털리의 어머니 역
- 톰 엘리스 - 토드 의사 역
- 보언 양 - 도니의 남자 역
- 유지니아 쿠즈미나 - 패션모델 역